# Spedizione punitiva del Benin
La spedizione punitiva del Benin o spedizione punitiva del 1897 fu una missione militare del 1897 da parte delle forze britanniche forte di 1.200 uomini sotto il comando dell'Ammiraglio Sir Harry Rawson contro la città di Benin City, capitale del regno del Benin.

## Le cause della spedizione
Nel 1896 una piccola rappresentanza militare guidata dal Colonnello James Phillips, console per il Delta del Niger, fu inviata nel Benin sotto l'autorità di Ralph Moore, governatore del Protettorato della Costa del Niger per negoziare con il sovrano del Benin, l'Oba Ovonramwen, la fine dei dazi commerciali dovuti dai mercanti britannici al sovrano per il commercio dell'avorio e di altri beni d'esportazione.
L'Oba Ovonramwen avvertì la missione diplomatica e militare britannica che l'incontro avrebbe dovuto essere posticipato a causa della festività per i riti di fertilità che avrebbero avuto luogo nella capitale. Tuttavia Phillips, non intendendo aspettare oltre, partì per raggiungere la città come aveva previsto. Entrando nel paese senza una scorta ufficiale del sovrano locale, il gruppo britannico venne preso d'assalto da un gruppo di guerrieri. Solo due dei membri della missione sopravvissero al massacro, ed una missione di 1.200 uomini venne in breve organizzata come rappresaglia per l'attacco.

## La spedizione militare
A dispetto della resistenza dei guerrieri dell'Oba Ovoranmwen, le colonne britanniche raggiunsero la capitale in 17 giorni e presero controllo dell'intero regno del Benin. L'Oba venne costretto all'esilio mentre nella capitale, secondo la testimonianza dei partecipanti alla spedizione, i soldati trovarono altari ricoperti dal sangue delle centinaia di vittime sacrificate in riti propiziatori per la vittoria.
Questo fatto fece considerare il massacro causato dalla spedizione un'azione giustificata dall'Inghilterra Vittoriana. Gli storici attuali tendono invece a vedere nella spedizione inglese nient'altro che un atto di forza dettato da mire colonialistiche, soprattutto alla luce del fatto che la colonia britannica della Nigeria nacque proprio nel territorio prima controllato dal regno del Benin.

## Il bottino di guerra
Dopo la spedizione, l'Ammiragliato Britannico confiscò il bottino di guerra per coprire le spese della spedizione. In una lettera a Lord Salisbury, Segretario agli Affatri Esteri, Phillips richiese l'approvazione dell'invasione del Benin e per la deposizione del suo Oba, aggiungendo queste considerazioni:
«Vorrei aggiungere che ho forti speranze di trovare ingenti quantità d'avorio nel palazzo del re sufficienti a ripagare i costi della cacciata dal suo trono»
La maggioranza dei Bronzi del Benin furono acquistati da compratori tedeschi, ma un notevole gruppo di queste superbe opere d'arte finì nelle gallerie del British Museum dove è ancora possibile ammirarle. La scoperta di queste sculture bronzee fece ravvivare in Europa l'interesse per l'arte africana ed influì su molti artisti dell'epoca, fra i quali Pablo Picasso, e sulla formazione del primo Modernismo in Europa.

## Filmografia
È stato realizzato un film di questo fatto storico Invasion 1897 di Lancelot Oduwa Imasuen del 2014, una produzione di Nollywood.